# Rue de Paris (Cavaillon)
Pour les articles homonymes, voir Rue de Paris.
La rue de Paris est l'axe historique de Cavaillon dans le Vaucluse.

## Situation et accès
La rue de Paris relie la rue du Luxembourg à la rue de Rome, dans un quartier à l'est du centre ville.